# Lillie (Luisiana)
Lillie es una villa ubicada en la parroquia de Union en el estado estadounidense de Luisiana. En el Censo de 2010 tenía una población de 118 habitantes y una densidad poblacional de 23,48 personas por km².

## Geografía
Lillie se encuentra ubicada en las coordenadas 32°55′12″N 92°39′40″O / 32.92000, -92.66111. Según la Oficina del Censo de los Estados Unidos, Lillie tiene una superficie total de 5.02 km², de la cual 5 km² corresponden a tierra firme y (0.57%) 0.03 km² es agua.

## Demografía
Según el censo de 2010, había 118 personas residiendo en Lillie. La densidad de población era de 23,48 hab./km². De los 118 habitantes, Lillie estaba compuesto por el 57.63% blancos, el 40.68% eran afroamericanos, el 0% eran amerindios, el 0% eran asiáticos, el 0% eran isleños del Pacífico, el 0% eran de otras razas y el 1.69% pertenecían a dos o más razas. Del total de la población el 0.85% eran hispanos o latinos de cualquier raza.